# First Division 1987-1988 (Irlanda)
Fu la terza stagione della League of Ireland First Division e vennero promosse le prime due squadre qualificate ovvero: l'Athlone Town A.F.C. e il Cobh Ramblers F.C..

## First Division
| Pos. | Squadra                          | Pt | G  | V  | N | P  | GF | GS | DR  |
| ---- | -------------------------------- | -- | -- | -- | - | -- | -- | -- | --- |
| 1    | Athlone Town A.F.C.              | 39 | 27 | 19 | 1 | 7  | 42 | 22 | +20 |
| 2    | Cobh Ramblers F.C.               | 38 | 27 | 17 | 4 | 6  | 41 | 24 | +17 |
| 3    | Finn Harps F.C.                  | 33 | 27 | 13 | 7 | 7  | 45 | 33 | +12 |
| 4    | Home Farm F.C.                   | 29 | 27 | 12 | 5 | 10 | 50 | 42 | +8  |
| 5    | University College Dublin A.F.C. | 25 | 27 | 9  | 7 | 11 | 37 | 36 | +1  |
| 6    | Drogheda United F.C.             | 24 | 27 | 12 | 0 | 15 | 38 | 48 | -10 |
| 7    | Longford Town F.C.               | 23 | 27 | 8  | 7 | 12 | 23 | 35 | -12 |
| 8    | Monaghan United F.C.             | 21 | 27 | 7  | 7 | 13 | 34 | 43 | -9  |
| 9    | Newcastlewest F.C.               | 19 | 27 | 7  | 5 | 15 | 36 | 42 | -6  |
| 10   | E.M.F.A.                         | 19 | 27 | 7  | 5 | 15 | 34 | 55 | -21 |

G = Partite giocate; V = Vittorie; N = Nulle/Pareggi; P = Perse; GF = Goal fatti; GS = Goal subiti; DR = Differenza reti;